# Cá thia biển

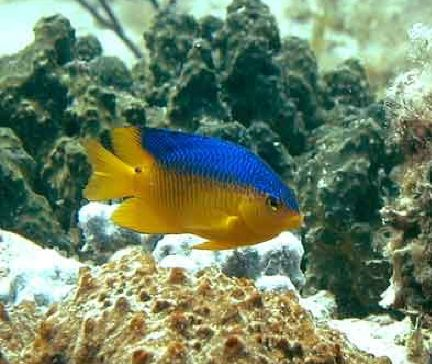
Một con cá thia biển

Cá thia là tên gọi chỉ chung về một nhóm cá thuộc họ Pomacentridae trừ các chi Amphiprion và chi Premnas, các loài thuộc hai chi này gọi chung là cá hề hay cá hải quỳ. Loài cá thia lớn nhất có thể dài đến 36 cm, nhưng phần lớn các loài cá thia có kích thước nhỏ hơn. Phần lớn các loài cá thia sống ở biển, tuy nhiên, một số loài lại có thể sống ở môi trường nước ngọt, ví dụ như ở các con sống. Phần lớn các loài cá thia có màu sắc sặc sỡ hay những họa tiết có độ tương phản rất cao.